# エクセルシオール級
エクセルシオール級（エクセルシオールきゅう、Excelsior class）は、アメリカのSFドラマ・映画『スタートレック』シリーズに登場する、惑星連邦宇宙艦隊保有の架空の宇宙艦の艦級名の一つである。
excelsiorはラテン語の「より高く（向上）」という形容詞に由来し、日本語では「エクセルシオール」または「エクセルオ」と表記・発音される。

## 概要
劇場版第3作『スタートレックIII ミスター・スポックを探せ!』で、宇宙基地に停泊中の次世代ワープ・ドライブの実験艦U.S.S.エクセルシオール NX-2000として初登場。U.S.S.エンタープライズ NCC-1701をはじめとするコンスティテューション級の後継を担う最新鋭宇宙艦として描かれた。『スタートレック』劇中において、23世紀末から24世紀まで現役を維持している艦級。
劇場版第6作『スタートレックVI』では登録番号をNCC-2000と改め、大佐に昇進したヒカル・スールー艦長が指揮する艦として登場。カーク船長のU.S.S.エンタープライズ NCC-1701-Aとともに惑星連邦とクリンゴン帝国の同盟締結に尽力する。また劇場版第7作『スタートレック ジェネレーションズ』では、強化型エクセルシオール級U.S.S.エンタープライズ NCC-1701-Bが登場する。
24世紀を舞台とするテレビシリーズ『新スタートレック（TNG）』『スタートレック:ディープ・スペース・ナイン（DS9）』『スタートレック:ヴォイジャー（VOY）』にもエクセルシオール級の艦が度々登場する。時系列上、最後の登場はVOY最終話「道は星雲の彼方へ」で、地球付近に出現したボーグ・スフィアの迎撃のために結集した18隻の連邦艦の中にその姿が見られる。劇場版第10作『ネメシス/S.T.X』では艦影こそ確認できないものの、コンピュータ画面上にエクセルシオール級U.S.S.フッド NCC-42296の船名が表示されている。また運用状態ではないものの、『スタートレック:ピカード』シーズン3の2401年時点で、U.S.S.エクセルシオール NCC-2000が宇宙艦隊ミュージアムに展示されているのが確認できる。
『スタートレック:ピカード』では後継のエクセルシオールII級が登場し、『スタートレック:ローワー・デッキ』にはその派生型のオベナ級も就役している。

## デザイン
デザインはILMのビル・ジョージ。船体形状は、基本的にU.S.S.エンタープライズ NCC-1701のコンスティテューション級の外観（円盤状の第1船体、その下部に推進部となる円筒状の第2船体が接続し、その側面から伸びるパイロンに2基の円筒状のワープナセルが設置されている）を踏襲したデザインとなっている。歴代エンタープライズの艦級（コンスティテューション級やギャラクシー級）と比較した場合、コンパクトな円盤部と長大なワープナセルが特徴である。ビル・ジョージによれば、「優秀だが杓子定規で面白みのない日本人がエンタープライズをデザインしたらこうなるだろう」というコンセプトによるデザインである。
またデザイナーのジョン・イーブスは、自身のお気に入りであったというエクセルシオール級のフォルムを参考にソヴェリン級U.S.S.エンタープライズ NCC-1701-Eをデザインした。

## バリエーション
1番艦のU.S.S.エクセルシオール NX-2000は、従来のワープ・ドライブを超える速度で移動することを目的としたトランスワープドライブの実験艦として建造されたという経緯があるが、結局この試みは成功しなかった。その後U.S.S.エクセルシオールは通常のワープドライブへ換装し、登録番号もNCC-2000に書き換えられ、ヒカル・スールー艦長の指揮の下でベータ宇宙域の調査任務に就く。
トランスワープの実用化は失敗であったものの数々の科学実験で多大な成果が得られており、トランスワープドライブ部分以外の船体設計も非常に優れたものであった。23世紀末の運用開始から80年以上経った2370年代でも、エンジンやコンピュータ等の内装機関を更新しつつ、現役艦として頻繁に用いられている。DS9のドミニオン戦争では大規模な艦隊戦に大量に投入され、VOY第118話「過去に仕掛けられた罠」では、造船所において24世紀後期の最新鋭艦であるアキラ級、イントレピッド級、ギャラクシー級宇宙艦らに混ざって、新規に建造中のエクセルシオール級宇宙艦を見ることができるほどである。

### 強化型エクセルシオール級
U.S.S.エクセルシオールの8年後に進宙した同型艦U.S.S.エンタープライズ NCC-1701-Bは、第2船体側面の張り出たバルジ部分や、バサードラムスクープ、インパルスエンジンの追加、ワープナセル後部に突起があるなどマイナーチェンジがされており、俗に「強化型エクセルシオール級」と呼ばれている。強化型エクセルシオール級は他に、U.S.S.ディファイアント NX-74205と交戦したU.S.S.ラコタ NCC-42768がある。ラコタは最新型戦闘艦のディファイアントを大いに苦戦させるほど防衛力が強化されており、エクセルシオール級宇宙艦の設計の柔軟性と優秀性を示すこととなった。

## 主要登場人物との関わり

### 23世紀
- U.S.S.エンタープライズ NCC-1701を溺愛する機関主任のモンゴメリー・スコット中佐は、エンタープライズの株を奪ったU.S.S.エクセルシオール NX-2000を毛嫌いしており、「バケツのような船」「（開いた穴をふさぐ）ボルトだらけの古バケツ」などの悪態をつく。しかし『スタートレックVI』のラストシーンではエクセルシオールを「ものすごい艦だな…」と賛美している。
- U.S.S.エンタープライズ NCC-1701の操舵士だったヒカル・スールー中佐は大佐に昇格後、U.S.S.エクセルシオール NCC-2000の艦長に就任し、3年間の調査任務に就く。その後、U.S.S.エンタープライズ NCC-1701-Aのジェームズ・T・カーク艦長とともに、仇敵であったクリンゴン帝国と惑星連邦との同盟締結を成し遂げる。
- ジェームズ・T・カーク大佐、モンゴメリー・スコット大佐、パベル・チェコフ中佐は、強化型エクセルシオール級U.S.S.エンタープライズ NCC-1701-Bの処女航海の式典に招待される。「大のエクセルシオール嫌い」で有名であったスコット大佐も、エンタープライズの名がついた途端に「こいつは素晴らしい船ですな」と絶賛する。

### 24世紀
- U.S.S.エンタープライズ NCC-1701-Dの副長であるウィリアム・T・ライカー中佐の前任はU.S.S.フッド NCC-42296であった。
- ライカー中佐は、大佐への昇格とともにU.S.S.メルボルン NCC-62043の艦長就任を推薦されたことがあるが、エンタープライズの充実した日々が捨てがたく、返答を渋る。その直後、ウルフ359の戦いにおいてメルボルンはボーグ・キューブに破壊される。
- U.S.S.ヴォイジャー NCC-74656の艦長であるキャスリン・ジェインウェイ大佐は、中佐時代にU.S.S.アルバターニ NCC-42995に科学士官として勤務していた。またアルバターニの艦長を務めていたオーウェン・パリス提督は、ヴォイジャーの操舵主任トム・パリス中尉の父親である。
- U.S.S.ヴォイジャー NCC-74655の保安・戦術主任トゥヴォック少佐は、初配属が23世紀のヒカル・スールー艦長指揮のU.S.S.エクセルシオール NCC-2000であった。

## エクセルシオールII級
エクセルシオール級の後継として、『スタートレック:ピカード（PIC）』第11話「スターゲイザー」にエクセルシオールII級のU.S.S.エクセルシオール NCC-42037とU.S.S.ユーリカ NCC-42023が登場する。ソヴェリン級のような縦長の楕円形を持ち、第2船体も拡張されている。復隊したラファエラ・ムジカー中佐が初のロミュラン人士官候補生エルノアとともにU.S.S.エクセルシオール NCC-42037に乗艦する。
このPIC第11話では、ソヴェリン級やアキラ級、サザーランド級（ネビュラ級の後継）らと共に、セーガン級（コンステレーション級の後継）U.S.S.スターゲイザー NCC-82893の救援に駆け付けた。また、ガガーリン級（シェパード級の後継）やリライアント級（ミランダ級の後継）、ロス級（ギャラクシー級の後継）等、旧世代の宇宙艦のスタイルを踏襲した新型艦が多数登場している。
また『スタートレック:ローワー・デッキ』第20話「初めてのファースト・コンタクト」では、フリーマン艦長の友人ゴメス艦長の指揮する艦として、エクセルシオールII級のワープナセルをソヴェリン級のものに換装したオベナ級U.S.S.アルキメデス NCC-83002が登場する。

## エクセルシオール級宇宙艦一覧
U.S.S.エクセルシオール（U.S.S.Excelsior NX-2000→NCC-2000）
エクセルシオール級の1番艦。スタイルズ大佐、ヒカル・スールー大佐の指揮。
U.S.S.エンタープライズ（U.S.S.Enterprise NCC-1701-B）/強化型エクセルシオール級
ジョン・ハリマン大佐の指揮。
U.S.S.アル・バターニ（U.S.S.Al-Batani NCC-42995）
オーウェン・パリス大佐の指揮（当時）。アッバース朝時代の天文学者バッターニーに由来。
U.S.S.イントレピッド（U.S.S.Intrepid NCC-38907）
アメリカの軍艦名に由来(USS Intrepid)。イントレピッド級宇宙艦の1番艦、U.S.S.イントレピッド NCC-74000はこの艦の後継になる。
U.S.S.オキナワ（U.S.S.Okinawa NCC-13958）
レイトン大佐の指揮（当時）。日本の沖縄県に由来。
U.S.S.カイロ（U.S.S.Cairo NCC-42136）
エドワード・ジェリコ大佐、レスリー・ウォン大佐の指揮。エジプトの首都カイロに由来。
U.S.S.グリソム（U.S.S.Grissom NCC-42857）
アメリカの宇宙飛行士ガス・グリソムに由来。
U.S.S.クレイジー・ホース（U.S.S.Crazy Horse NCC-50446）
ラコタの一支族オグララの指導者クレイジー・ホースに由来。
U.S.S.クロケット（U.S.S.Crockett NCC-38955）
アメリカの軍人, 政治家デイヴィッド・クロケットに由来。
U.S.S.ゴルコン（U.S.S.Gorkon NCC-40512）
アリーナ・ナチェフ中将の座乗艦。クリンゴン帝国の宰相ゴルコンに由来。
U.S.S.チャールストン（U.S.S.Charleston NCC-42285）
アメリカサウスカロライナ州の都市チャールストンに由来。
U.S.S.ティカムサ（U.S.S.Tecumseh NCC-14934）
アメリカに抵抗したショーニー族の首長テカムセ（ティカムサ）に由来。
U.S.S.バレー・フォージ（U.S.S.Vally Forge NCC-43305）
アメリカ独立戦争時の野営地バレー・フォージ、アメリカの航空母艦ヴァリー・フォージなどが由来。
U.S.S.ファラガット（U.S.S.Farragut 登録番号不明）
アメリカの提督デヴィッド・ファラガットに由来。廃船だったが、後継のネビュラ級ファラガットがクリンゴンに撃沈されたため現役復帰した。
U.S.S.フィアレス（U.S.S.Fearless NCC-14598）
イギリスの軍艦名に由来。
U.S.S.フッド（U.S.S.Hood NCC-42296）
ロバート・デソト大佐、ムラカミ大佐の指揮(2381~年の時点)。イギリスの軍艦名に由来。
U.S.S.フレドリクソン（U.S.S.Frederickson NCC-42111）
画家のアンソニー・フレドリクソンに由来。
U.S.S.ベルリン（U.S.S.Berlin NCC-14232）
ドイツの首都ベルリンに由来。
U.S.S.マリンチェ（U.S.S.Malinche NCC-38997）
サンダース大佐の指揮。エルナン・コルテスの通訳を務めたインディオの女性マリンチェに由来。
U.S.S.メルボルン（U.S.S.Melbourne NCC-62043）
オーストラリアの都市メルボルンに由来。ライカー副長の艦長への昇進先として推薦されていたが、ウルフ359の戦いに参加、喪失。
当初『浮遊機械都市ボーグ・後編』ではネビュラ級（として採用されるデザインのもとになったスタディ・モデル）だったが、DS9『聖なる神殿の謎』で艦種が変更された。TVシリーズでは説明されていないが、外伝小説『Trust Yourself When All Men Doubt You』によればネビュラ級U.S.S.メルボルンに置き換えられる予定で、ライカー中佐が転属を打診されていたのは新型の方だったということになっている。
U.S.S.ラコタ（U.S.S.Lakota NCC-42768）/強化型エクセルシオール級
エリカ・ベンティーン大佐の指揮。ディファイアント級並みの戦闘力を持つ強化改造型。アメリカの先住民族ラコタに由来。
U.S.S.リビングストン（U.S.S Livingston NCC-34099）
アメリカ独立宣言の起草に関わった政治家ロバート・R・リビングストンに由来。
U.S.S.ルーズベルト（U.S.S.Roosevelt NCC-2573）
アメリカの大統領セオドア・ルーズベルトに由来。ウルフ359の戦いに参加、喪失。
U.S.S.レパルス（U.S.S.Repulse NCC-2544）
タガート大佐の指揮。イギリスの軍艦レパルス (巡洋戦艦)に由来。
U.S.S.ライチェス（U.S.S.Rigtheous NCC-42451）
ニコライ・アンドロポフ大佐の指揮（当時）。ウルフ359の戦いに参加、喪失。『スタートレック:ボーグ』に登場。